# Marphysa brasiliensis
Marphysa brasiliensis är en ringmaskart som först beskrevs av Hansen 1882.  Marphysa brasiliensis ingår i släktet Marphysa och familjen Eunicidae. Inga underarter finns listade i Catalogue of Life.